# Alloclubionoides triangulatus
Espèce
Synonymes
- Ambanus triangulatus Zhang, Zhu & Song, 2007

Alloclubionoides triangulatus est une espèce d'araignées aranéomorphes de la famille des Agelenidae.

## Distribution
Cette espèce est endémique du Jilin en Chine,. Elle se rencontre sur le Changbai Shan.

## Description
Les mâles mesurent de 7,65 à 7,85 mm et les femelles de 6,83 à 9,59 mm.

## Publication originale
- Zhang, Zhu & Song, 2007 : Three new species of the genus Ambanus Ovtchinnikov, 1999 from China (Araneae: Amaurobiidae: Coelotinae). Zootaxa, no 1425, p. 21-28.